# David Livingstone Centenary Medal

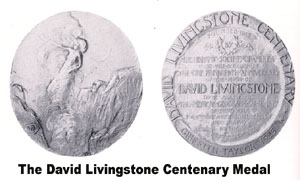
Die David Livingstone Centenary Medal

Die David Livingstone Centenary Medal wurde im März 1913 auf Initiative der Hispanic Society of America zum hundertsten Geburtstag des schottischen Afrikareisenden David Livingstone gestiftet. Sie wird von der American Geographical Society für wissenschaftliche Leistungen auf dem Gebiet der Geographie der südlichen Hemisphäre verliehen. Die Medaille wurde von Gutzon Borglum gestaltet.

## Preisträger
- 1916: Douglas Mawson
- 1917: Manuel Vicente Ballivian, Theodore Roosevelt
- 1918: Candido Rondon
- 1920: William Speirs Bruce, Alexander Hamilton Rice
- 1923: Griffith Taylor
- 1924: Frank Wild
- 1925: Luis Riso Patron
- 1926: Erich von Drygalski
- 1929: Richard Evelyn Byrd
- 1930: Laurence McKinley Gould, José María Sobral
- 1931: Hjalmar Riiser-Larsen
- 1935: Lars Christensen
- 1936: Lincoln Ellsworth
- 1939: John Rymill
- 1945: Isaiah Bowman
- 1948: Frank Debenham
- 1950: Robert L. Pendleton
- 1952: Carlos Delgado de Carvalho
- 1956: George McCutchen McBride
- 1958: Paul Allman Siple
- 1960: William E. Rudolph
- 1965: Bassett Maguire
- 1966: Preston E. James
- 1968: William Henry Phelps, Jr.
- 1972: Akin L. Mabogunje
- 1985: James J. Parsons
- 1987: Calvin J. Heusser
- 1988: Jane M. Soons
- 2001: Bertha Becker
- 2018: Susanna Hecht
- 2021: William Denevan